# CSMシュティインツァ・バヤ・マーレ
クルブル・スポルティヴ・ムニチパル・シュティインツァ・バヤ・マーレ（ルーマニア語: Clubul Sportiv Municipal Ştiinţa Baia Mare）は、ルーマニアのバヤ・マーレを拠点とするラグビーユニオンクラブである。

## 概要
1977年創設。歴史は比較的浅いが、近年のルーマニアにおいて最も成功を収めているラグビーチームの1つ。
ルーマニアでは、首都ブカレストを拠点とするステアウア・ブクレシュティ、ディナモ・ブクレシュティ、グリヴィツァ・ブクレシュティが伝統的に3強として君臨してきたが、1995年にラグビーユニオンがプロ化されて以降は勢力図が変化してきており、近年は地方のCSMシュティインツァ・バヤ・マーレやSCMラグビー・ティミショアラが台頭している。2010年代には、この2チームで国内リーグのタイトルを独占した。
国内トップリーグであるリーガ・ナツィオナーラ・デ・ラグビーの優勝回数は歴代5位の9回。

## タイトル

### 国内タイトル
- リーガ・ナツィオナーラ・デ・ラグビー
  - 優勝 9回（1990, 2009, 2010, 2011, 2014, 2019, 2020, 2021, 2022）
- クパ・ロムニエイ
  - 優勝 6回（1981, 1990, 1999, 2010, 2012, 2020）

## 歴代所属選手
- クサバ・ガル(Csaba Gál)
- アンドレイ・ラドイ(Andrei Rădoi)
- イオヌトゥ・ボテザトゥ(Ionuț Botezatu)
- バレンティン・ウルサケ(Valentin Ursache)
- ミッチェル・ウィリンギ(Michael Wiringi)
- ヨハネス・ファン・ヒアデン(Johannes van Heerden)
- シオネ・ファカオシーレア(Sione Fakaʻosilea)
- TC・キスティング(TC Kisting)